# Пино-блан
Пино-блан (фр. Pinot blanc), он же Пино-бьянко (итал. Pinot bianco), он же Вайсбургундер (нем. Weißburgunder, Weißer Burgunder) — технический (винный) сорт винограда, используемый для производства белых вин. Входит в группу Пино — несколько генетически неразличимых, но морфологически заметно отличающихся сортов винограда, являющихся точечными мутациями бургундского сорта пино-нуар.

## География
Относится к эколого-географической группе западноевропейских сортов винограда.  Данный сорт выращивают в Италии, Франции, Австралии, Австрии а также в Германии и США.

## Основные характеристики

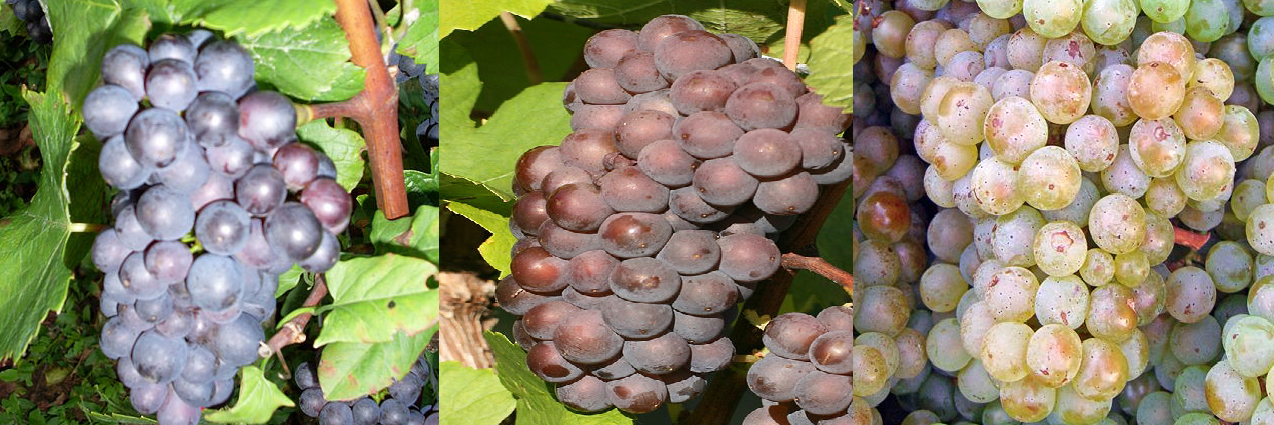
Слева направа: пино-нуар, пино-гри, пино-блан

Сила роста лозы высокая. Лист средний или крупный, трёхлопастный. Цветок обоеполый. Гроздь средняя-крупная. Ягоды средней величины, округлые, зеленовато-белые. Урожайность этого сорта винограда зависит от условий, но, как правило, высока. Относится к сортам раннего периода созревания.

## Применение
Сорт является основой для создания вин: десертных, столовых. 

## Синонимы
Носит также следующие названия: Стин, Пино де ла Луара, Вейсбургундер (Weisser Burgunder), Пино белый 